# Guild Wars Factions
Pour les articles homonymes, voir GWF.
Guild Wars Factions (communément appelé GWF ou Factions) est le second produit de la série Guild Wars, une série de jeux de rôle en ligne compétitifs (CORPG) développée par ArenaNet et éditée par NCsoft. Ce jeu est sorti dans le monde entier le 28 avril 2006. Ce jeu est un produit stand-alone à part entière qui peut être joué seul ou en combinaison des autres produits Guild Wars.

## Synopsis
Cette campagne se déroule sur le continent appelé Cantha, loin au sud de la Tyrie. Contrairement à la Tyrie, Cantha est unifiée sous l'égide d'un empereur, bien que ces vassaux disposent de certaines libertés d'action. Le joueur débute en tant que disciple prometteur au monastère de Shing Jea, sur une grande île paisible à l'ouest du continent, sous l'œil bienveillant du maître du monastère, le Maître Togo, demi-frère de l'empereur. Alors que tous célèbrent la paix récente entre les humains et les Tengu (hommes-oiseaux), des rumeurs parviennent aux oreilles de Maître Togo faisant état d’une détérioration des relations entre les factions vassales Luxonnes et Kurzicks, factions qui sont héréditairement rivales ; de plus des messagers annoncent qu’une étrange épidémie se répand dans les rues de Kaineng, la capitale. Cette maladie, incurable, rend les gens fous et les transforment en amas de chair monstrueux attaquant tous ceux qui les approchent. Il ne faut pas longtemps pour que la maladie débarque sur l’île obligeant Maître Togo et ses élèves à se mettre à enquêter sur les sources de l’épidémie dans l’espoir de l’éradiquer. Mais la découverte de la source du mal pourrait bien nécessiter une alliance temporaire entre les Luxons et les Kurzicks...
Pendant ce temps le moine Mhenlo qui a reçu des correspondances alarmées de Maître Togo, son ancien maître, engage ses compagnons Tyriens, récents vainqueurs de la Liche et des Titans, dans un voyage vers le lointain continent du sud.

## Environnement
Cantha s’inspire largement de l’Extrême-Orient et plus précisément de la Chine Impériale et du Japon Médiéval. Ainsi il n’est pas rare de rencontrer des pagodes, des monastères bouddhiques ou des palais similaires à la Cité interdite. De même la plupart des noms de lieux ou de personnages sont à consonance voire d’inspiration asiatique.
Depuis son palais l'Empereur Kisu règne sur l'Empire du Dragon, un état recouvrant tout le continent et auquel sont inféodées les factions Luxons et Kurzicks. La capitale Kaineng est une immense cité occupant près d’un quart de la carte, où les palais richement décorés jouxtent des bidonvilles et des quartiers en pleine décrépitude, rongés par la pourriture et la maladie. L’Empire est à l’image de la cité et inversement ; la corruption, le poids toujours grandissant d’une administration aux rouages toujours plus complexes ainsi que les guerres entre les différentes triades fragilisent les bases de la société Canthienne.
Plus au sud, le centre du continent est formé de deux parties bien distinctes. À l'est se trouvent les rivages de la Mer de Jade, une ancienne mer intérieure qui a été pétrifiée. Elle sert maintenant d’immense carrière d’extraction du jade pour les anciens pirates formant le peuple Luxon, cependant divisés en plusieurs clans. Pour survivre aux effets dévastateurs du Vent de Jade, ces descendants de navigateurs se sont sédentarisés pour mieux exploiter et contrôler les ressources de l’ancienne mer. Leur capital est fixée à Cavalon.
À l'ouest, se trouve la Forêt Pétrifiée d’Echovald, une forêt constituée d’arbres si hauts et si enchevêtrés que la lumière du soleil ne parvient presque jamais au sol. Entre les colonnes formées par les immenses troncs de pierre on peut trouver des jardins de statues, les restes des victimes animales et humaines du vent pétrificateur. Au fil des siècles les membres de la faction Kurzick ont établi leurs foyers et leurs cathédrales dans les gigantesques troncs des arbres morts, leurs richesses leur venant de l’extraction de l’ambre fossile. Leur capitale, demeure de la maison dominante la faction Kurzick, la Maison zu Heltzer, reflète ces richesses ainsi qu'un goût prononcé pour les arts profondément ancré chez chaque Kurzick.
Enfin sur la grande île à l’ouest du continent est bâti le monastère de Shing Jea, le principal centre de formation en arts martiaux de Cantha et le domaine réservé de Maître Togo. La côte occidentale de l’île héberge Aerie, le village Tengu qui a récemment fait la paix avec les humains.

## Système de jeu
Factions étend le concept de batailles de Guildes (GvG), qui a été rajouté par mise à jour dans Prophecies, pour introduire le concept de conquêtes territoriales dans le monde de Guild Wars. En effet les joueurs peuvent participer au conflit qui oppose les factions Luxones et Kurzick pour le contrôle des ressources que sont l’ambre et le jade et modifier ainsi la ligne de frontière entre les deux camps. Les guildes les plus méritantes se voient attribuer le contrôle de certains avant-postes ou des capitales pour une durée déterminée, leur permettant ainsi d’effectuer des missions d’élite. Ce système semble surtout avantager les grosses guildes bien organisées et disposant de nombreux membres mieux entraînés en PvP ; de plus, cet effet est accentué par  la possibilité de faire des alliances entre guildes (cette option est également disponible dans Prophecies). Cependant, les joueurs des guildes contrôlant les capitales offrent volontiers leurs services à des joueurs externes pour leur servir de taxi et les convoyer vers les zones d’élite.
Si la partie PvE (Player vs. Environment – Joueur contre l’Environnement) de Factions est toujours fortement inspirée de titres tels que Diablo, des simplifications et des changements ont été apportés par rapport à la partie PvE de Prophecies. Ainsi le didacticiel n’est désormais plus une zone à part mais fait partie intégrante de la carte du continent dont il représente quand même près de 20 % de la surface explorable totale. La guerre entre les factions Luxones et Kurzick joue aussi un rôle dans ce mode car le joueur se voit récompenser en points de telle ou telle faction et se doit de choisir l'une d'entre elles (le joueur n’est pas limité par le choix de sa guilde et peut facilement changer de factions). L'appartenance à une faction ou le fait d'avoir plus de points d'une faction particulière permet d'interagir avec les PNJ des villes contrôlées par ce camp et d'accéder à des objets spécifiques. Le joueur peut également faire don de ses points de factions à sa guilde.
Le passage des missions coopératives est désormais quasi-obligatoire pour pouvoir avancer sur la carte et celles-ci ne disposent plus guère d’objectifs secondaires ; le bonus étant obtenu par l’accomplissement de la quête principale en deçà d’un certain temps. Ainsi il existe désormais trois niveaux de performances pour chaque mission coopérative ; seul l'accomplissement du niveau le plus élevé (réussir la mission dans le temps le plus court donc) permet de valider la mission pour l'obtention du titre de Protecteur de Cantha.
Également la difficulté a été artificiellement corsée en créant des aggloméras de monstres très proches les uns des autres, ce qui fait que leur nombre et leur proximité, plus que leur intelligence, représentent le véritable défi pour le joueur. En contrepartie il est beaucoup rapide de monter en niveau, permettant de créer des personnages de haut-niveau mais relativement sous-équipés (du moins en début de partie) à cause de la difficulté accrue pour trouver de l’or et des matériaux, d'autant plus que le joueur devra également économiser pour s'acheter des compétences, celles-ci n'étant plus offertes en cas de succès dans des missions. Globalement, étant donné que la carte de Cantha semble plus restreinte et plus petite que la carte de Tyrie et à cause des changements apportés aux missions coopératives, le jeu semble plus court mais aussi plus nerveux et dynamique que son prédécesseur. À noter cependant qu'il est désormais possible d'explorer les cartes des missions coopératives en partant de l'avant-poste de fin de mission.
En globalité ce chapitre est plus difficile que le jeu originel et ceci peut s'avérer déstabilisant pour des joueurs commençant l'aventure Guild Wars avec Factions.

### Zones Elites
Il existe plusieurs zones élites, où la difficulté de jeu est accrue, et donc où les ennemis laissent tomber à leur mort (ou drop) des armes ayant une valeur et une puissance supérieure à ce que l'on peut trouver dans les autres régions. Ces objets, très rares, sont de couleur verte.
Certains d'entre elles sont propres à Guild Wars Factions et ne sont, pour le moment, accessibles aux guildes contrôlant les capitales des factions Luxones ou Kurzicks ainsi qu'aux personnes possédant un parchemin permettant l'accès à la dite zone (il faut être dans la bonne ville pour utiliser le parchemin) obtenu à la fin de la zone, ou auprès d'un marchand de la ville (accessible qu'aux personnes de la guilde qui contrôle la ville) :
- L'abîme est accessible à l'alliance contrôlant Cavalon, la capitale des Luxons.
- Le Labyrinthe d'Urgoz est accessible à l'alliance contrôlant la Maison zu Heltzer, la capitale des Kurzicks.

Les deux autres zones sont communes à tous les titres Guild Wars et sont accessibles via les lieux consacrés aux Dieux de Tyrie quand la Faveur Divine est accordée. Dans Guild Wars Factions, cet accès se fait au Corridor de Zin Ku :
- La Fissure du Malheur, le domaine du Dieu Balthazar.
- L'Outre Monde, le domaine du Dieu Grenth.

Il est très fortement recommandé d'avoir le niveau 20 et d'être devenu « Plus près des Étoiles » avant de se rendre dans ces zones en raison de la puissance des ennemis que le joueur aura à affronter pour survivre. De plus, il est nécessaire de payer 1000 pièces d'or (équivalent à un lingot de platine) par groupe de huit à l'Avatar du Dieu choisi ou d'utiliser un parchemin de passage pour se rendre dans la Fissure ou dans l'Outre Monde.

## Professions
- Les assassins (A), pourtant loin d'être discrets, sont plus fragiles qu'un guerrier mais infligent des dégâts beaucoup plus vite que celui-ci. Un assassin peut aussi se déplacer très rapidement vers ses ennemis ou ses alliés afin de les surprendre ou au contraire de battre précipitamment en retraite pour se soigner. Les assassins sont associés à la couleur lilas.
  - Caractéristique spécifique : Attaques critiques (augmente la chance de porter des coups critiques et accorde un certain nombre de points d'énergie à chaque coup critique réussi)
  - Autres caractéristiques :
    - Art des ombres
    - Art létaux
    - Maîtrise de la dague

- Les élémentalistes (El) ont la faculté de contrôler les éléments : feu, eau, air (principalement des sorts de foudre) et terre. Ils peuvent ainsi déclencher des pluies de feu, ralentir un ennemi en le gelant, assommer un ennemi par un tremblement de terre ou aveugler un adversaire par un éclair éblouissant. Leurs sorts de zone leur permettent d'infliger des dégâts record en un laps de temps très court. Les élémentalistes sont associés à la couleur rouge.
  - Caractéristique spécifique : Conservation d'énergie (augmente l'énergie disponible)
  - Autres caractéristiques :
    - Magie du feu
    - Magie de l'eau
    - Magie de l'air
    - Magie de la terre

- Les envoûteurs (En) sont les maîtres des illusions, de la désorientation et du contrôle des esprits, ils peuvent diminuer les capacités de leurs ennemis et manipuler leur perception. Ils peuvent être très efficaces contre les lanceurs de sorts car ils drainent leur énergie et peuvent aussi interrompre les incantations. Les envoûteurs sont associés à la couleur violette.
  - Caractéristique spécifique : Incantation rapide (diminue le temps d'incantation des sorts lancés)
  - Autres caractéristiques :
    - Magie de Domination
    - Magie de l'Illusion
    - Magie de l'Inspiration

- Les guerriers (G) sont maîtres dans le maniement des armes de type épée, hache (à une main) ou marteau (à deux mains) et peuvent porter de lourdes armures qui leur confèrent une protection nettement supérieure à celle des autres classes. Les dégâts qu'ils infligent au corps à corps sont importants. Leur force leur procure notamment davantage de pénétration d'armure. Les guerriers sont associés à la couleur jaune-orangé.
  - Caractéristique spécifique : Force (augmente le taux de pénétration d'armure)
  - Autres caractéristiques :
    - Maîtrise de l'épée
    - Maîtrise de la hache
    - Maîtrise de marteau
    - Tactique

- Les moines (M) peuvent se spécialiser dans la guérison, la protection ou les châtiments pour soigner leurs alliés, les protéger ou attaquer les adversaires en ignorant les armures. La catégorie la plus répandue est de loin celle des guérisseurs — vitale dans la quasi-totalité des missions. En plus de soigner, les moines peuvent ressusciter à volonté les alliés morts. Les moines sont associés à la couleur bleu clair.
  - Caractéristique spécifique : Faveur Divine (confère un bonus de points de guérison chaque fois que le joueur lance un sort de moine)
  - Autres caractéristiques :
    - Prières de châtiment
    - Prières de guérison
    - Prières de protection

- Les nécromants (N), grâce à leur connaissance des malédictions, de la mort et du sang, sont capables d'exploiter les cadavres de ceux qui sont tombés au combat pour faire jaillir une armée de morts-vivants, créer des puits affectant les alliés ou les ennemis, voler la vie des ennemis, ou affaiblir les attaquants. Ils ont aussi la capacité de récupérer du mana lorsque meurent des créatures dans la zone de combat. Les nécromants sont associés à la couleur vert foncé.
  - Caractéristique spécifique : Moisson des âmes (gain de points d'énergie quand une créature meurt à proximité)
  - Autres caractéristiques :
    - Magie de la mort
    - Magie du sang
    - Malédictions

- Les rôdeurs (R) sont spécialisés dans le maniement des arcs (qu'ils peuvent utiliser pour attirer un ennemi à distance par exemple) et dans le domptage d'animaux (ou familiers), qui les assistent lors des combats en attaquant au corps a corps. Ils peuvent aussi poser des pièges sur le sol et invoquer des rituels de la nature. Les rôdeurs sont associés à la couleur vert clair.
  - Caractéristique spécifique : Expertise (diminution du coût en énergie de toutes les compétences sauf les sorts)
  - Autres caractéristiques :
    - Adresse au tir
    - Domptage
    - Survie

- Les ritualistes (Rt) sont les experts de la création d'esprits qui peuvent attaquer les ennemis à proximité, soigner ou accorder divers bonus pour le Ritualiste et ses alliés. Les ritualistes possèdent en outre des sorts de soins, et un sort de résurrection. À l'aide de la magie de la canalisation, les ritualistes peuvent infliger d'importants dégâts de foudre. Une autre particularité de cette classe sont les urnes (objet que le ritualiste tient en main en lieu et place de son arme) et les armes spirituelles (qui confèrent des bonus semblables aux enchantements mais contrairement à ceux-ci ne peuvent être dissipées). Les ritualistes sont associés à la couleur turquoise.
  - Caractéristique spécifique : Puissance de l'invocation (augmente la vie des esprits et créatures de nécromancien invoqués)
  - Autres caractéristiques :
    - Communion
    - Magie de la canalisation
    - Magie de restauration

Factions contient donc les 6 classes de bases (El, En, G, M, N, R) mais avec un jeu de compétences différent et plus restreint que celui de Prophecies. Les détenteurs de comptes fusionnés peuvent accéder à la totalité des compétences des deux produits (même chose pour les extensions futures). À l'opposée c'est dans Factions que les assassins et les ritualistes sont le plus exploitables car ces classes ont été spécifiquement développées pour ce jeu ; en effet la création, développement, et l'apprentissage de nouvelles compétences de ces deux professions, n'est possible que sur Cantha. Avec un compte fusionné il est toutefois possible de faire voyager un personnage de l'une de ces nouvelles classes vers la Tyrie ou un autre continent couvert par une future extension.

## Restrictions
Les restrictions suivantes sont imposées aux personnages provenant d'autres chapitres :
- Il est dorénavant possible de faire les missions coopératives de Shing Jea, ce qui permet la réalisation des titres Protecteur de Cantha, Gardien de Cantha et Grand Maître Cartographe de Cantha. Cependant les personnages étrangers complétant ces missions ne gagneront pas de point de compétence.
- Certaines villes sont divisées en deux zones : une pour les personnages étrangers, et une pour les personnages créés dans Factions. Pour compléter à 100 % l'exploration de Faction, il faut visiter les 2 parties des villes. Pour cela, il faut entrer dans l'autre zone de la ville avec un joueur natif de Faction.
- Sur Shing Jea, les PnJs ne donnent pas les missions ou les quête mineures prévues pour les personnages canthiens débutants aux personnages étrangers.